# 戈讷维尔叙翁弗勒尔
戈讷维尔-叙翁弗勒尔（法語：Gonneville-sur-Honfleur，法語發音：[ɡɔnvil syʁ ɔ̃flœʁ] ⓘ，意为“翁弗勒尔上方的戈讷维尔”）是法国卡尔瓦多斯省的一个市镇，属于利雪区。

## 地名
与通常在法语地名中表示“在……河畔”之意的“sur”不同，该地名Gonneville-sur-Honfleur中的“sur”意为“在……上方”，表示名为戈讷维尔（Gonneville）的该地与翁弗勒尔（Honfleur）的位置关系，并以“翁弗勒尔上方的戈讷维尔”之名区分其他的“戈讷维尔”，且事实上也并无“翁弗勒尔河”存在。

## 地理
戈讷维尔-叙翁弗勒尔（49°23'1"N, 0°14'39"E）面积8.5 平方千米，位于法国诺曼底大区卡爾瓦多斯省，该省份为法国西北部沿海省份，北濒大西洋英吉利海峡，东北与滨海塞纳省以海上边界相接，东临厄尔省，南至奧恩省，西与芒什省接壤。
与戈讷维尔-叙翁弗勒尔接壤的市镇（或旧市镇、城区）包括：阿布隆、埃克莫维尔、富尔讷维尔、热讷维尔、翁弗勒尔、拉里维耶尔-圣索沃尔、圣加蒂安德布瓦。
戈讷维尔-叙翁弗勒尔的时区为UTC+01:00、UTC+02:00（夏令时）。

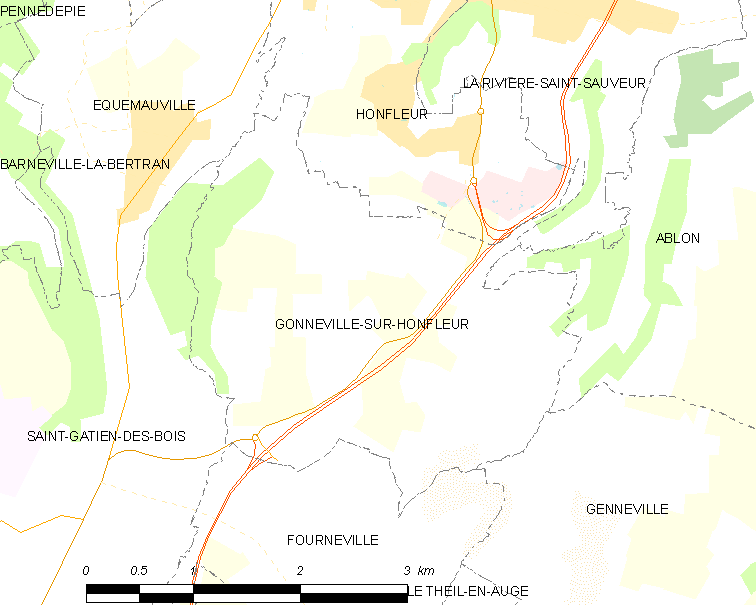
戈讷维尔-叙翁弗勒尔的OSM定位图

## 行政
戈讷维尔-叙翁弗勒尔的邮政编码为14600，INSEE市镇编码为14304。

## 政治
戈讷维尔-叙翁弗勒尔所属的省级选区为翁弗勒尔-多维尔县。

## 人口

1962-2008年间戈讷维尔-叙翁弗勒尔人口变化图示

戈讷维尔-叙翁弗勒尔于2022年1月1日时的人口数量为855人。